# José Manuel González López
José Manuel González López (Cadice, 14 ottobre 1966) è un allenatore di calcio ed ex calciatore spagnolo, di ruolo attaccante.

## Palmarès

### Giocatore
- China League Two: 1

Tianjin Teda: 1996

### Allenatore
- Segunda División B: 1

Cadice: 2011-2012